# Synfig
Synfig – pakiet oprogramowania umożliwiający stworzenie od podstaw animowanej grafiki wektorowej 2D o wysokiej filmowej jakości.
Autorem projektu jest Robert Quattlebaum.
Synfig rozpowszechniany jest na licencji GNU GPL. Otwarcie kodu spowodowane było niewielkim zainteresowaniem tym produktem w sektorze komercyjnym.